# Heimyscus fumosus
Heimyscus fumosus és una espècie de mamífer rosegador de la família dels múrids. És l'única espècie dins del gènere Heimyscus. Són rosegadors de petites dimensions, amb una llargada de cap a gropa de 81 a 105 mm, una cua de 88 a 108 mm, peus de 21 a 23 mm, orelles de 15 a 19 mm i un pes de fins a 28 g. Viu a l'Àfrica central, on es troba al Camerun, a la República Centreafricana, a la República Democràtica del Congo, Guinea Equatorial i al Gabon. Habita boscos primaris de terres baixos, i està amenaçat per la desforestació.